# 亞歷山大·馮·克魯克
亞歷山大·海因里希·魯道夫·馮·克魯克（德語：Alexander Heinrich Rudolph von Kluck，1846年5月20日—1934年10月19日）是第一次世界大戰期間的德國將軍。